# Lijst van Franse historische motorfietsmerken
Lijst van Franse historische motorfietsmerken zonder eigen artikel

### Alpa Picquenot
Motorfietsmerk dat in 1956 twee lichte motorfietsjes van 50- en 80 cc leverde.

### Babymoto
Babymoto was een motorfietsmerk, gevestigd in Saint-Étienne, dat van 1952 tot 1954 bromfietsen met inbouwmotoren van verschillende toeleveranciers maakte. Daarnaast bouwde men ook een 125 cc scooter.

### Bertin
(Moteurs Bertin, A. Bertin), St. Laurent Bagny 1955 - 1958). Dit was een kleine Franse producent van verschillende 49 cc tweetakt-motorfietsen.

### Blanche Hermine
Dit bedrijf maakte van 1950 tot 1953 lichte 100 cc motorfietsen, waarbij men deels gebruik maakte van onderdelen van andere merken.

### Cazalex
Cazalex is een historisch Frans motormerk dat tussen 1951 en 1955 lichte motorfietsen met 49- tot 124 cc motoren bouwde.

### CPC
CPC is een historisch merk van lichte 100 cc motorfietsen die van 1931 tot 1937 in Parijs geproduceerd werden.

### Deprez
Deprez is een historisch Frans motorfietsmerk. Deprez was gevestigd in Parijs, en maakte waarschijnlijk in het begin van de jaren twintig motorfietsen met 246 cc Moto-Rhône-blokken.

### Dixor
Dixor is een historisch klein Frans merk dat van 1951 tot 1956 op kleine schaal 50 cc bromfietsen maakte.

### Dorion
Dorion is een historisch motorfietsmerk. Dorion was een Frans merk dat lichte motorfietsen met 98- en 123 cc Aubier Dunne-blokken bouwde. De volledige bedrijfsnaam was Ets. Moteurs Dorion, Boulogne en de motorfietsproductie liep van 1932 tot 1936.

### Fonlupt
Fonlupt is een historische Franse merk maakte van 1933 tot 1940 lichte tweetakt-motorfietsen met eigen blokken. Niet zeker is of het hetzelfde Fonlupt is, dat auto's maakte in Levallois

### Fulgor
Fulgor is een historisch merk van lichte motorfietsen. Van dit bedrijf is alleen bekend dat men van 1930 tot 1933 vooral 100 cc tweetaktjes leverde. Er was nog een merk met deze naam, zie Fulgor (Milaan).